# Гавсевич Петро Іванович
Петро Іванович Гавсевич (1879 р., Київ – 1920 р., Київ) ― український учений-агроном, фундатор першої Дослідної станції лікарських рослин, громадський діяч.

## Біографія
Навчався в гімназії, яку закінчив із золотою медаллю. Вступив на природниче відділення фізико-математичного факультету Київського університету. 
Після закінчення вузу Гавсевич деякий час викладав природничу історію в середніх навчальних закладах Кременчука, згодом - Житомира. Але через поширення серед учнів поглядів К. А. Тимірязєва був звільнений. 
Навчався в Петровсько-Розумовській землеробській і лісній Академії в Москві.
1912 р. – проходить переддипломну практику в Лубнах на Полтавщині.
1913 - 1915 рр. – працював помічником губернського агронома в Житомирі, Чернігові (з 1914 р.).
1915 р. – призначений старшим спеціалістом Міністерства землеробства по культурі лікарських рослин в Лубнах.
1916 - 1918 рр. – очолював Дослідну станцію лікарських рослин ( з моменту її заснування).
1916 р. – організував завод ефірних олій. 
1917 р. – було обрано Головою першої Лубенської Ради робітничих, солдатських і селянських депутатів.
1918 р. – разом з родиною виїжджає до Києва. Працює в кооперативних установах, виступає одним з організаторів Київського кооперативного інституту. 
1919 р. – призначений завідувачем статистичного відділу Укрраднаргоспу.
1920 р. – помер від інсульту.
' 'Примітка. ' 'За спогадами доньки М.Я.Сенгалевич Петро Іванович не був убитий білогвардійцями (цю інформацію можна зустріти в джерелах різного типу), а помер раптово: від хвороби – інсульту.

## Головна справа життя –  розвиток вітчизняного лікарського рослинництва

### Перші спроби організації дослідної роботи по лікарському рослинництву
Будучи студентом, зацікавився питанням культури і організації збору лікарських рослин. Для написання дипломної роботи на останньому курсі в 1912 р. Петро Гавсевич приїздить до Лубен. Тут молодий вчений вивчає умови збору дикорослих лікарських трав місцевим населенням, проводить дослідницьку роботу по культурі лікарських рослин. Петро Іванович намагається привернути увагу до цього питання земство, але місцева управа не надала йому підтримки. На власні студентські заощадження Гавсевич орендує не велику занедбану земельну ділянку на Тернівській, щоб посіяти там лікарські рослини та проводити дослідницьку діяльність.
Весь цей час Гавсевич пропагує ідею створення науково-дослідницької станції по культурі лікарських рослин. В цьому його підтримує колишній викладач по академії К. А. Тимірязєв. Проте реалізувати цей задум в ті роки через брак коштів було неможливо. Міністерство землеробства та земство цьому питанню ніякої уваги не приділяли, вважаючи його не достатньо важливим.

### Участь Гавсевича у зрушенні питання розвитку вітчизняної фармації
Пришвидшив постановку збору лікарських трав на наукову основу початок Першої світової війни. Через закриття західного кордону з Австро-Угорщиною та Німеччиною припинилось постачання ліків іноземного виробництва, вітчизняна фармацевтична промисловість була лише на початковому етапі розвитку. А фронт та госпіталі потребували великої кількості медикаментів для лікування поранених. З цього питання в Петербурзі відбулося декілька нарад за участю провідних спеціалістів лікарської справи. Серед учасників нарад був і Петро Іванович Гавсевич. Він твердо стояв на позиції необхідності прискореного розвитку вітчизняної фармацевтичної промисловості, створення дослідницької станції по культурі лікарських рослин, організації збору і збуту лікарської сировини.

### Створення Лубенської  Дослідної Станції
У1915 р. П. І. Гавсевич був призначений старшим спеціалістом Міністерства землеробства по культурі лікарських рослин. Йому було доручено організувати першу в Російській імперії науково-дослідницьку станцію по культурі лікарських рослин і завод ефірних олій. Місцем для станції Гавсевич обрав Лубни. Таке рішення ґрунтувалося на тому факті, що в цій місцевості було надзвичайно багато лікарської сировини, збором якої здавна займалось місцеве населення.
Лубенська міська дума 26 листопада 1915 р. виділила за Плютенцями 4,75 десятин землі для плантації лікарських рослин. Тут же знаходились приміщення, в яких розмістились сушарка, хімічна лабораторія, контора. У 1916 р.  виникла дослідна станція лікарських рослин, яку очолив П.І.Гавсевич. Недалеко від залізничного вокзалу з’явилося приміщення заводу ефірних олій, організованого Петром Івановичем. Для роботи на дослідній станції були залучені студенти агрономічних факультетів Києва та Москви, а також жителі Лубен.
Працювати директору науково-дослідної станції доводилось у вкрай важких умовах. В Росії продовжує поглиблюватись спричинена війною економічна криза, державна скарбниця порожніє. Тому Гавсевичу доводиться наполегливо боротися з бюрократією царського міністерства, вибиваючи кошти на оплату персоналу станції, на обладнання установи необхідними засобами, на проведення наукових досліджень.
З перших місяців свого функціонування Лубенська дослідна станція набула статусу не лише наукової установи, а й перетворилась на один з культурних осередків міста. Тут була організована велика бібліотека, значна частина книг якої належала особисто П. І. Гавсевичу. На базі станції часто збиралась революційно налаштована молодь. Співробітники часто виступали з доповідями не лише на зібраннях в приміщенні станції, а й виїжджали з лекціями в села повіту. Лубенську дослідну станцію відвідували делегації вчених з Києва та Москви, громадські діячі. Так, прийомна дочка П. І. Гавсевича Маргарита Яківна Сенгалевич згадувала, що станцію лікарських рослин на запрошення Петра Івановича відвідав його приятельПавло Григорович Тичина.

## Сім’я П.І.Гавсевича
В Лубнах Петро Іванович зустрічає вчительку місцевої гімназії Надію Михайлівну Сенгалевич, яка пізніше стала його дружиною (імовірно 1913 р.). Мав пасербицю –  Маргариту Яківну Сенгалевич.
Згодом Надія Михайлівна займатиме посаду депутата Лубенської Ради робітничих, солдатських і селянських депутатів й буде Комісаром народної освіти.